# Hokeb Ha Cave
Hokeb Ha Cave auch: Blue River Cave / Rio Blanco Cave ist eine Karsthöhle in den südlichen Ausläufern der Maya Mountains im Toledo District in Belize.

## Geographie
Die Höhle liegt nordwestlich von Blue Creek in den Ausläufern der Maya Mountains. Die Höhle hat einen großen Eingangsbogen und einer der Zuflüsse des Blue Creek verläuft in den weitläufigen Gängen. Von dort fließt der Bach nach Westen zum Hauptfluss Daher ist die Höhle ein beliebtes Touristenziel für Höhlen-Bachwanderungen. Archäologen haben zahlreiche Scherben gefunden und einen Altar im Innern der Höhle, so dass in der Klassischen Periode in der Höhle wahrscheinlich auch ein Kultplatz zu vermuten ist.